# John Wells
John Wells (1859 – 18. april 1929) var en amerikansk roer som deltog i OL 1904 i St. Louis.
Wells vandt en bronzemedalje i roning under OL 1904 i St. Louis. Han kom på en tredjeplads i dobbeltsculler sammen med Joseph Ravannack.